# Биррелл, Билли
Уильям «Билли» Биррелл (англ. William "Billy" Birrell; 13 марта 1897 года — 29 ноября 1968 года) — шотландский футболист и футбольный тренер.

## Клубная карьера
Билли Биррелл за свою игровую карьеру играл за шотландский «Рэйт Роверс» и английский «Мидлсбро», с которым в сезоне 1926/27 выиграл Второй дивизион, после чего сразу же ушёл из футбола.

## Тренерская карьера
После завершения игровой карьеры в 1927 году, он снова вернулся в «Рэйт Роверс», но уже на правах главного тренера, где он проработал до 1930 года, пока не возглавил «Борнмут». Затем были четыре года в «Куинз Парк Рейнджерс», с которым он в сезоне 1937/38 занял третье место в Третьем южном дивизионе и сразу же был приглашён в «Челси», после отставки Лесли Найтона, где он остался до окончания Второй мировой войны.
Под руководством Биррелла «Челси» постоянно находился во второй половине турнирной таблицы Первого дивизиона, рискуя опуститься во Второй дивизион, как это случилось в сезоне 1950/51. Тем не менее, он привел команду к двум полуфиналам Кубка Англии в сезонах 1949/50 и 1951/52. После поражения в полуфинале Кубка Англии сезона 1951/52 от «Арсенала», он подал в отставку с тренерского поста. После своего ухода из «Челси», Биррелл, в течение долгого времени оказывал финансовую поддержку молодёжной команде клуба.

## Тренерская статистика
| Клуб  | Начало работы  | Конец работы  | Показатели | Показатели | Показатели | Показатели | Показатели |
| Клуб  | Начало работы  | Конец работы  | М          | В          | Н          | П          | % побед    |
| ----- | -------------- | ------------- | ---------- | ---------- | ---------- | ---------- | ---------- |
| Челси | 19 апреля 1939 | 9 апреля 1952 | 293        | 97         | 77         | 119        | 33,11      |

## Достижения
«Мидлсбро»
- Чемпион Второго дивизиона (1): 1926/27
- Итого: 1 трофей